# Tor tambroides
Tor tambroides е вид лъчеперка от семейство Шаранови (Cyprinidae).

## Разпространение
Видът е разпространен в Бруней, Индонезия (Калимантан, Суматра и Ява), Китай (Юннан), Лаос, Малайзия (Западна Малайзия, Сабах и Саравак) и Тайланд.

## Описание
На дължина достигат до 1 m.
Популацията на вида е намаляваща.